# Pierrot Ross-Tremblay
Pour les articles homonymes, voir Ross et Tremblay.
Pierrot Ross-Tremblay, né en 1977, est un écrivain et sociologue membre de la Première nation des Innus d'Essipit.

## Biographie
Membre de la communauté Innu d’Essipit et né en 1977, Pierrot Ross-Tremblay étudie le droit à l’Université Laval. Il étudie ensuite à l’Université d’Ottawa, d’où il obtient sa maîtrise en étude de conflits, ainsi qu’à l’Université de l'Essex, en Angleterre, pour ses études doctorales en sociologie,.
Il œuvre pour différentes organisations comme la Commission présidentielle pour les droits humains du Guatemala et au Forum des fédérations à Ottawa. De 2014 à 2017, il est directeur du département de sociologie ainsi que professeur à l’Université Laurentienne. Titulaire de la Chaire de recherche du Canada en traditions intellectuelles et autodétermination des Premiers Peuples, « ses recherches portent sur la mémoire culturelle et l'oubli, la souveraineté narrative, la documentation et la revalidation des ordres juridiques ancestraux, et le développement de prototypes pour une autodétermination effective ». En d’autres mots, ses recherches soutiennent l’autodétermination des Premières nations afin que ceux-ci restaurent leurs mémoires culturelles pour mieux gérer leurs récits historiques et leurs traditions juridiques et intellectuelles. Il est également professeur à l’Université d’Ottawa dans l’Institut de recherche et d’études autochtones.
Depuis 2021, il dirige le projet de partenariat Confluence First Peoples Confluence qui fournit des outils numériques permettant l’archivage des publications des histoires familiales et locales.
Pierrot Ross-Tremblay publie également dans plusieurs revues, notamment dans Histoire Engagée, Revue Littoral, Minorités linguistiques et société, Recherches amérindiennes au Québec, Possibles et bien d’autres,. Il est collaborateur chez Lettres québécoises et contribue, en tant qu’expert, à différents documentaires et émissions,.
Il publie, en 2018, un premier recueil de poésie, Nipimanitu, qui « appelle à une transformation radicale de notre regard sur le monde ». Abordant les thèmes de la mémoire, de la perte et de la résilience, le poète témoigne d’une relation spirituelle avec la nature et le fondement de l’existence.

## Œuvres

### Poésie
- Nipimanitu : l'esprit de l'eau, Sudbury, Éditions Prise de parole, 2018, 123 p. (ISBN 9782897440954)

### Essais
- (en) Thou Shalt Forget: Indigenous Sovereignty, Resistance and the Production of Cultural Oblivion in Canada, Londres, Presses de l’Université de Londres, 2020, 132 p. (ISBN 978-1-912250-42-4)

### Filmographie
En tant que comédien
- Québékoisie, [vidéo], Montréal, Mö Films, 2014, 80 min.

## Prix et honneurs
- 2019 : lauréat du prix Voix autochtones (Indigenous Voices Awards), catégorie ouvrage publié en français, pour Nipimanitu[15]